# Kyllinga erecta
Kyllinga erecta är en halvgräsart som beskrevs av Heinrich Christian Friedrich Schumacher. Kyllinga erecta ingår i släktet Kyllinga och familjen halvgräs.

## Underarter
Arten delas in i följande underarter:
- K. e. africana
- K. e. erecta